# وليك السفلي (دابوي الجنوبي)
وليك السفلی (بالفارسية: ولیک سفلی) هي قرية تقع في إيران في قسم دابوي الجنوبی الريفي. يقدر عدد سكانها بـ 328 نسمة بحسب إحصاء 2016.